# 許炳
許炳（？—？），浙江萧山人，清朝政治人物。进士出身。
道光十三年六月，擔任清朝廣東省潮州府豐順縣知縣。后由何泉裕接任。